# 프레스룸 LIVE
《프레스룸 LIVE》는 MBN에서 매주 월요일부터 금요일 오전 10시 30분에 방송 중인 뉴스 프로그램이다.

## 방송 시간
- 2019년 9월 23일 ~ 12월 13일 : 오후 3시 30분 ~ 4시 50분
- 2019년 12월 16일 ~ 2020년 3월 6일 : 오후 3시 40분 ~ 5시
- 2020년 3월 9일 ~ 9월 4일 : 오후 2시 50분 ~ 4시 20분
- 2020년 9월 7일 ~ 12월 4일 : 오후 1시 30분 ~ 2시 50분
- 2020년 12월 7일 ~ 2022년 2월 4일 : 오후 1시 40분 ~ 3시
- 2022년 2월 7일 ~ 6월 3일 : 오후 3시 20분 ~ 4시 40분
- 2022년 6월 7일 ~ 11월 3일 : 월요일 ~ 목요일 오후 3시 20분 ~ 4시 30분 / 금요일 오후 3시 20분 ~ 4시 10분 (유튜브 라이브)
  - 월요일 ~ 목요일은 정규 방송을 하며, 금요일은 유튜브에서 《프레스룸 외전 - 티비에서 쫓겨난 기자들》으로서 라이브로 생방송되었다.
- 2022년 11월 7일 ~ 2023년 2월 21일 : 오후 3시 20분 ~ 4시 30분
- 2023년 2월 22일 ~ 2월 28일 : 3시 10분 ~ 4시 10분
- 2023년 3월 2일 ~ 10월 6일 : 3시 10분 ~ 4시 20분
- 2023년 10월 10일 ~ 2024년 10월 11일 : 오전 10시 30분 ~ 11시 40분
- 2024년 10월 18일 ~ 현재 : 월요일 ~ 목요일 오전 10시 30분 ~ 11시 40분 / 금요일 오전 10시 30분 ~ 11시 20분

## 앵커

### 메인
- 1대 : 김형오 (2019년 9월 23일 ~ 2020년 12월 4일)
- 2대 : 김태일 (2020년 12월 7일 ~ 2021년 10월 22일)
- 3대 : 김은미 (2021년 10월 25일 ~ 2023년 2월 21일)
- 4대 : 김태일 (2023년 2월 22일 ~ 2023년 10월 9일)
- 5대 : 국영호 (2023년 10월 10일 ~ 2025년 3월 31일)
- 6대 : 최윤영, 유한솔 (2025년 4월 1일 ~ 현재)

### 서브
- 1대 : 장가희 (2023년 10월 10일 ~ 2025년 3월 31일))

## 타이틀 변천사
- 1대 : MBN 프레스룸 (2019년 9월 23일 ~ 2023년 2월 21일)
- 2대 : 프레스룸 LIVE (2023년 2월 22일 ~ 현재)

## 같이 보기
- 김진의 돌직구쇼 (채널A)
- 신통방통 (TV조선)
- YTN 뉴스퀘어 10AM (YTN)
- 뉴스포커스 (연합뉴스TV)

| MBN 평일 프로그램 |                |                 |
| 이전              | 프레스룸 LIVE  | 다음            |
| 매일아침          | 프레스룸 LIVE  | 어린이 프로그램 |
| 오전 9시 30분     | 오전 10시 30분 | 오전 11시 40분  |
|                   |                |                 |